# Bando (arte marcial)

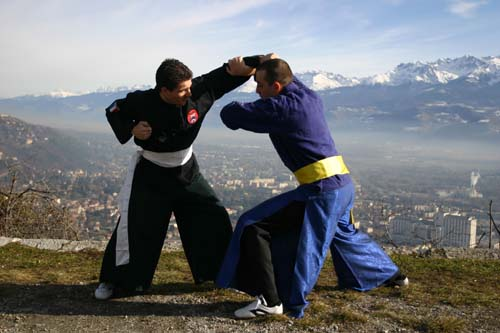
Combate de bando.

El bando es el sistema de lucha birmano oficial.

## Contexto

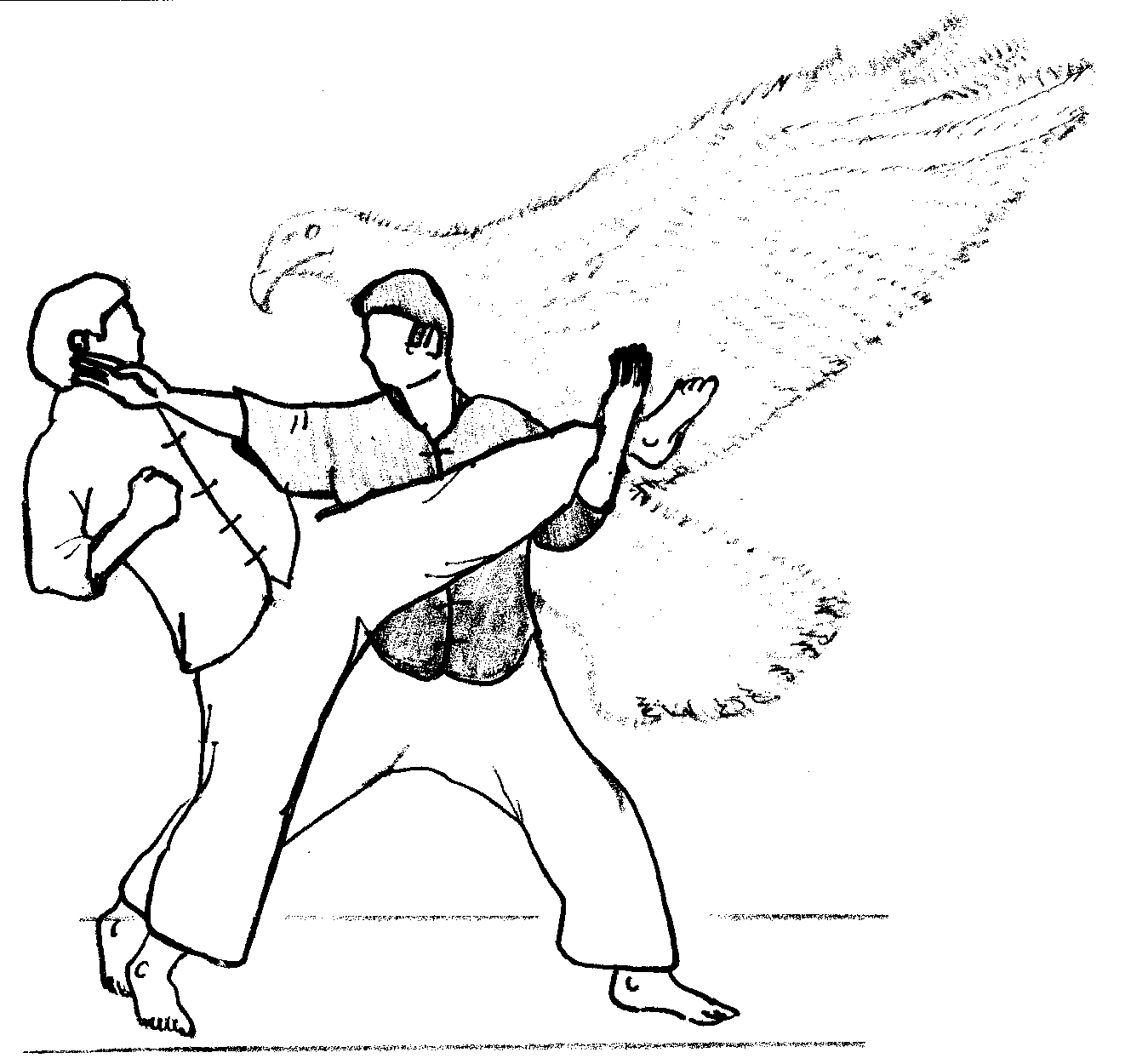
Estilo del águila.

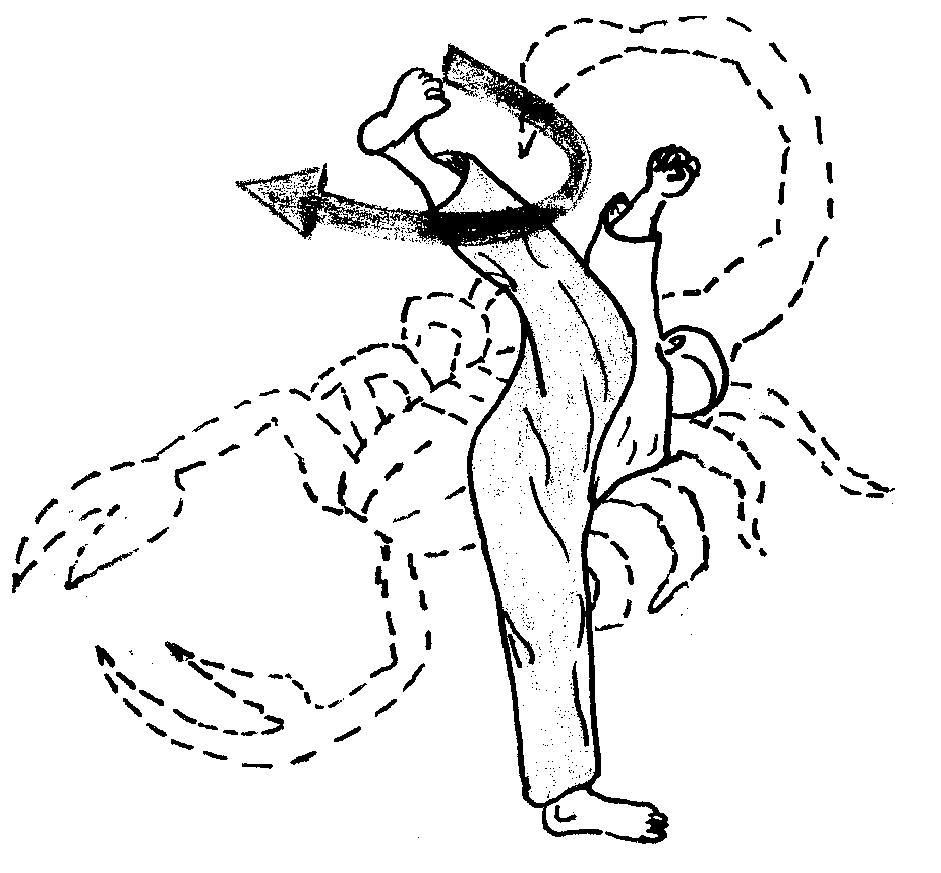
Patada del escorpión.

Arte marcial de cuerpo completo y comprensivo, el bando tiene una historia rica debido en parte a la localización geográfica de Birmania, que en el norte del país tenía una de las principales rutas comerciales entre Oriente y Occidente.
Cualquiera familiarizado con las artes marciales japoneses y chinas, reconocerá aspectos de las mismas encajadas en el bando. Ya que la Unión de Myanmar (antes Birmania) se ha visto involucrada en conflictos bélicos con una gran cantidad de países a lo largo de su historia. Sin embargo, no es correcto considerar que sus orígenes provienen de estas disciplinas extranjeras, ya que las tribus nómadas de dicho país desarrollaron sus propias técnicas de lucha y defensa para poder protegerse de los pueblos vecinos. A estas técnicas se les llamó thaings. 
Los thaings son sistemas indígenas de pelea, que al igual que el kung fu imitan formas animales. El Bando fue renovado por U Ba Than Gyi miembro del Club Atlético Militar y Ministro del Deporte de Birmania después de la Segunda Guerra Mundial. Invitando a varios maestros de diferentes países y estilos, U Ba Than desarrolló lo que ahora conocemos como Bando. Esto se debe a que se decidió a crear un estilo marcial que protegiera los estilos que sobrevivieron a la intervención británica y que les dieran armas más útiles a los soldados birmanos para futuras confrontaciones. Las artes marciales de Birmania eran conocidas como "Bama Thaing", pero ya hace varios años que se cambió al término Bando para que fuera más fácil distinguirla de las otras escuelas de arte marcial. La palabra Bando proviene de un concepto pali que puede ser traducido como "Realización Personal", pero si consideramos el sufijo "Do" del japonés, puede ser traducido como "Camino a la disciplina".
Mientras el bando utiliza técnicas tradicionales y modernas a mano vacía, el Banshay utiliza armas, principalmente el Dha (espada birmana) y los Dhot´s (varias formas de palos parecidos al Jo, el Bo, el bastón de Kali, el kobutan, etc).
El bando fue introducido en el continente americano por el doctor U maung Gyi, hijo de U Ba Than Gyi, a finales de los 50´s, mediante la creación de la American Bando Association, una organización no lucrativa y sin ánimo comercial encargada de honrar a los soldados que combatieron en la India, Birmania y China durante la Segunda Guerra Mundial. El doctor Gyi ha capacitado y contribuido con organizaciones privadas, públicas, federales y militares en los EE. UU. desde el inicio.

## Significado
Es importante resaltar que en Myanmar el término ‘Thaing’ se utiliza a menudo para describir a las artes marciales, y de hecho uno podría considerar al Thaing directamente equivalente al Wushu, el término usado en la vecina China. Fuera del país la gente llama Bando a toda la gama de disciplinas marciales birmanas.

## Grados de Bando según DEAMYDC en Europa
En Bando existen quince niveles distintos (llamados grados) para las personas mayores de 15 años de edad, según el grado de habilidad en dicha arte marcial. En Europa según el Departamento Español de Artes Marciales y Deportes de Contacto DEAMYDC, (Entidad reconocida por el Ministerio del Interior del Gobierno de España con número de inscripción 607327), así como son reconocidos por la Federación Española de Artes Marciales y Deportes de Contacto FEAMYDC.
En Bando los colores de los cinturones ordenados de más inexperto a más experto son :

Grados Inferiores:
- Cinturón blanco

- Cinturón blanco-amarillo

- Cinturón amarillo

- Cinturón amarillo-naranja

- Cinturón naranja

- Cinturón naranja-verde

- Cinturón verde

- Cinturón verde-azul

- Cinturón azul

- Cinturón azul-marrón

- Cinturón marrón

Grados Superiores:
- 1ºGrado cinturón Negro-rojo (negro infantil -15 años)

- 1ºGrado – Negro

- 2ºGrado cinturón Negro-rojo (negro infantil -15 años)

- 2ºGrado – Negro

- 3ºGrado cinturón Negro-rojo (negro infantil -15 años)

- 3ºGrado – Negro

- 4ºGrado – Negro

- 5ºGrado – Negro

- 6ºGrado – Negro (Grado honorífico)

- 7ºGrado – Negro (Grado honorífico)

- 8ºGrado – Negro (Grado honorífico)

- 9ºGrado – Negro (Grado honorífico Master)

## Divisiones
Aunque es usual que el término Bando se utilice para describir a todas las artes marciales de Birmania (Birmania) y el Thaing a todas las artes indígenas de combate. Es importante destacar que originalmente el Thaing se dividía en varias ramas, dando igual qué estilo animal se estuviera practicando:
Bando: Mano vacía
Banshay: Manejo de armas
MinZin: Manejo de energía
Pongyi: Sistema de no violencia
Lethwei: Boxeo birmano
Bando Yoga: Dhanda, Longyi y Letha
Naban: Lucha hindú y mongola
Los estilos animales que se practican en el continente americano son: Toro, Jabalí, Tigre, Pantera, Víbora, Cobra, Pitón, Águila y Escorpión.

## Boxeo birmano
El lethwei o lethawae, también conocido como boxeo birmano o boxeo tradicional de Myanmar (que es un subsistema del bando), quizá sea la forma más brutal y emocionante de boxeo indochino nunca vista. El lethwei es en muchas formas similar a su hermano más joven, el muay thai de la vecina Tailandia. 
Si el boxeo tailandés es la ciencia de los 8 miembros, entonces el lethwei es la ciencia de los 9 miembros debido a que se permiten los cabezazos. Hay expedientes que registran que el estilo del lethwei concuerda con fechas del imperio Pyu en Birmania.
Los participantes de lethwei luchan sin guantes, envolviéndose solamente las manos con paños de cáñamo o de gasa: las reglas son similares al muay thai, pero permiten toda clase de derribos junto a los cabezazos. Tradicionalmente los combates son al aire libre, en campos de arena en vez de cuadriláteros; pero en épocas modernas se celebran también en rings.

## Estilos similares del Bando
- ESDO
- Khmer Boxing
- Kickboxing
- Lerdrit
- Muay Boran
- Muay Thai
- Pradal Serey
- Savate